# Helmut Quitzrau
Helmut Quitzrau (* 27. September 1899 in Königsberg; † 1999) war ein deutscher SA-Führer, zuletzt im Rang eines SA-Brigadeführers, und politischer Funktionär. Er war unter anderem deutscher Generalkommissar für die ukrainische Hauptstadtregion Kiew während des Zweiten Weltkriegs.

## Leben und Tätigkeit
Quitzrau nahm mit der preußischen Armee am Ersten Weltkrieg teil, in dem er den Rang eines Offizierstellvertreters erreichte.
Zum 1. Juli 1928 trat Quitzrau in die NSDAP ein (Mitgliedsnummer 91.934). Nachdem er sich am 1. August 1932 an Attentaten in Königsberg beteiligte, musste er nach Italien fliehen, wo er bis März 1933 in der nationalsozialistischen Exilantenkolonie in Meran lebte.
Nach seiner Rückkehr nach Deutschland fungierte Quitzrau von 1933 bis 1934 unter anderem als SA-Brigadeführer in Masuren. Während dieser Zeit wurde er zum 1. Juli 1933 zum SA-Brigadeführer befördert. Kurzzeitig war er nach überlieferten Archivalien Mitarbeiter der Obersten SA-Führung und in der Abteilung des SA-Gruppenführer Wilhelm Schmid, der wiederum während des Röhm-Putsch exekutiert wurde. Am 30. Juni 1934 wurde Quitzrau selbst verhaftet und nach Berlin überstellt, aber schließlich wieder freigelassen. Anschließend war er von 1934 bis 1935 als SA-Brigadeführer in Stettin. Ab 1937 ging zur Wehrmacht.
Während des Zweiten Weltkriegs amtierte Quitzrau von September 1941 bis Februar 1942 als Generalkommissar für den Generalbezirk Kiew. Auf diesem Posten folgte ihm schließlich Waldemar Magunia nach.